# Nico Abegglen
Nico Abegglen (16 februari 1990) is een Zwitsers voetballer (aanvaller) die sinds 2008 voor de Zwitserse eersteklasser FC St. Gallen uitkomt. 